# UWIN
UWIN is een computerprogramma waarmee software gemaakt voor Unix met weinig of geen aanpassingen gecompileerd kan worden voor gebruik onder Windows. UWIN is uitgebracht onder de Common Public License, een opensource-softwarelicentie die is goedgekeurd door de Free Software Foundation en het Open Source Initiative. 

## Technische details
UWIN is technisch gezien een X/Open-bibliotheek voor de Windows 32 bit-API, namelijk Win32. UWIN maakt gebruik van volgende modules:
- Bibliotheken die een Unix-omgeving nabootsen gebruikmakend van de Unix API
- Bestanden en ontwikkelaarstools zoals cc, yacc, lex en make.
- ksh(1) (de Korn Shell) en meer dan 250 gereedschappen zoals ls, sed, cp en stty.